# Richard Bennett (guitarrista)
Richard Bennett (Chicago, Illinois, Estados Unidos; 22 de julio de 1951) es un guitarrista y productor musical. Ha acompañado a Neil Diamond durante 17 años y a Mark Knopfler desde 1994. Ha trabajado también con Billy Joel, Barbra Streisand, Rodney Crowell y Vince Gill. Ha producido discos para Steve Earle, Emmylou Harris y Marty Stuart. En 2004, publicó el álbum Themes From A Rainy Decade.

## Discografía
- Themes From A Rainy Decade (2004)
- Code Red Cloud Nine (2008)
- Valley of the Sun (2010)
- For the Newly Blue (2013)
- Contrary Cocktail (2015)